# Кумите

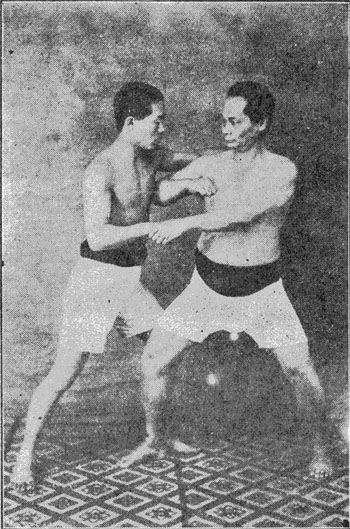
Кумите с участием Мотобу Тёки (1926)

Кумите́ (от яп. 組手 кумитэ — букв. «переплетённые руки», схватка) — понятие японских боевых искусств, включающее в себя все разновидности боя на татами (тренировочный, соревновательный, аттестационный), является одним из основных разделов современного карате, наряду с ката и кихон.
Зачастую кумите является одновременно и целью (соревнования, самооборона) и средством боевых искусств (отработка различных навыков и техник). Само по себе является конечной формой реализации всего технического и тактического арсенала практикующего, также его физической подготовки. Будока на начальном этапе обучения, с целью предотвращения травматизма, не допускается к свободному бою.

## Описание
Кумите как метод тренировки формирует правильное восприятие боя как такового, чувство дистанции (Ма-ай), равновесия, шлифует усвоенную из ката и кихон технику, укрепляет боевой дух. Также наряду с упражнениями по набивке тела, кумите нарабатывает привыкание к боли и технику правильного приёма ударов на тело. Одно из самых главных преимуществ кумите — привыкание к условиям боя, которое в более экстремальной ситуации может помочь принять правильные решения и снизить их стрессовое воздействие.
В зависимости от целей конкретного боя инструктором, экзаменатором или организаторами соревнований налагаются определенные ограничения на различные технические действия, также могут выдвигаться как обязывающие, так и запрещающие требования к защитному снаряжению. Так, например, для стимуляции совершенствования ударов ногами и снижения травматизма в некоторых стилях запрещают удары руками в голову.
Кумите как цель тренировок характерно для спортивных и прикладных направлений боевых искусств, причём первые имеют значительное количество ограничений, позволяющих сохранить здоровье бойцов и повысить зрелищность. При этом кумите есть обобщение и развитие всей освоенной техники (кихон, ката, рэнраку), тактики и подготовки тела (физическое развитие, набивка тела) одномоментно и является хорошим показателем мастерства практикующего.

## Классификация
В условиях распространённости и большого количества различных направлений боевых искусств на сегодняшнее время существует несколько классификаций, которые могут использоваться как обособленно, так и одновременно, дополняя друг друга.

### Степень контакта ударной поверхности с телом противника
- Бесконтактное кумите — все удары останавливаются на некотором расстоянии от точки соприкосновения.
- Ограниченный контакт (semi-contact — с остановками на подсчёт очков, лёгкий контакт — без остановки) — удары достигают цели, но сила удара ограничена регламентом соревнований или указаниями инструктора.[3]
- Полноконтактное кумите (full-contact) — сила удара не ограничена.
- Смешанные — различная степень контакта для разных уровней (голова, корпус, ноги), обычно контакт в голову более лёгкий или его вообще нет, при этом кумите относится к тому же типу контакта, что и по корпусу.

Часто в полноконтактных стилях, в соревновательной практике которых удары руками в верхний уровень запрещены (Кёкусинкай, Асихара-карате), под работой в полный контакт подразумевают включение в кумите ударов в голову руками.

### Накладываемые ограничения на используемые техники
- Кихон кумите (обусловленный бой) — ведется только тем набором техник, и в том порядке, который был задан инструктором (отработка отдельных приемов), грубо — запрещено всё, что не разрешено.
- Дзию кумите (яп. 自由組手 — свободная схватка, свободный бой) — нет ограничений, кроме запрещенных в стиле техник (если инструктором или регламентом соревнований не задано иное), грубо — разрешено всё, что не запрещено.
- Бой без правил — отсутствуют любые ограничения (не путать со смешанными боевыми искусствами, неверно называемым боями без правил).

### Определение победителя
- До какого либо заданного действия (например, до первого попадания в голову или удачного броска).
- Система подсчёта очков, за каждое значимое действие.
- «Нокдаун» — система характерная для полноконтактных стилей, где два нокдауна или броска с обозначением добивания (вадза-ари) или один нокаут (иппон) означает победу.
- До невозможности одного из участников кумите продолжать бой (потеря сознания, дезориентация, травма) или до момента сдачи (устно, похлопыванием по оппоненту или татами).
- По решению судей или инструктора с учётом технического уровня, контроля инициативы, боевого духа и совершённых за время боя действий.
- При ничейном результате может быть назначено дополнительное время, если и после дополнительного времени победитель неясен, то победившим является более легкий будока (при небольшой разнице в весе, обычно менее 5 килограмм, дополнительное время может быть заменено тамэсивари) или назначается ещё один дополнительный раунд.

Формально победой считается также дисквалификация или неявка соперника.

### Количество противников
- Без противника — бой с тенью.
- С одним противником — классический вариант единоборств.

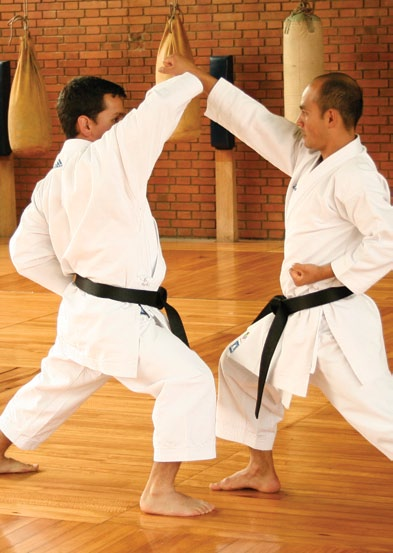
Иппон кумите (блок дзёдан укэ на атаку дзёдан цуки)

- С несколькими противниками.

### Количество шагов
- Иппон кумите — бой на один шаг (например, блок с отшагом назад и контратака после одиночной атаки противника с шагом вперед).
- Санбон кумите — бой на три шага (то есть три атаки противника с шагом вперед, три блока от этих атак с отшагом назад и контратака).
- Гохон кумите — бой на пять шагов (аналогично с предыдущим).

Обычно кумите на шаги выполняются из классических стоек (киба-дати, дзэнкуцу-дати) с перемещением в них. Как правило, полностью обусловлены (кихон кумите).

### Защитное снаряжение
- Без защитного снаряжения — защитное снаряжение отсутствует вовсе, на бойце нет ничего кроме одежды.
- Минимальная защита — практикующий может иметь капу, раковину, также индивидуальную экипировку, защищающую недавно или хронически травмированную часть тела (например, наколенники, при травме коленного сустава), с разрешения сэнсэя или судей.
- С защитой — с дополнительным защитным снаряжением, согласно требованиям стиля, регламенту соревнований или заданию тренера (например, перчатки, шлем, щитки на голеностоп, жилеты и так далее).

### Преследуемая цель
- Тренировка — практикующий ставится в условия, при которых производится отработка действий по заданию тренера; такое кумите производится в додзё, где так или иначе, контролируется тренером.
- Аттестация — кумите с целью оценивания экзаменатором степени усвоения необходимой техники, тактики и уровня физической подготовки претендента на определенный уровень.

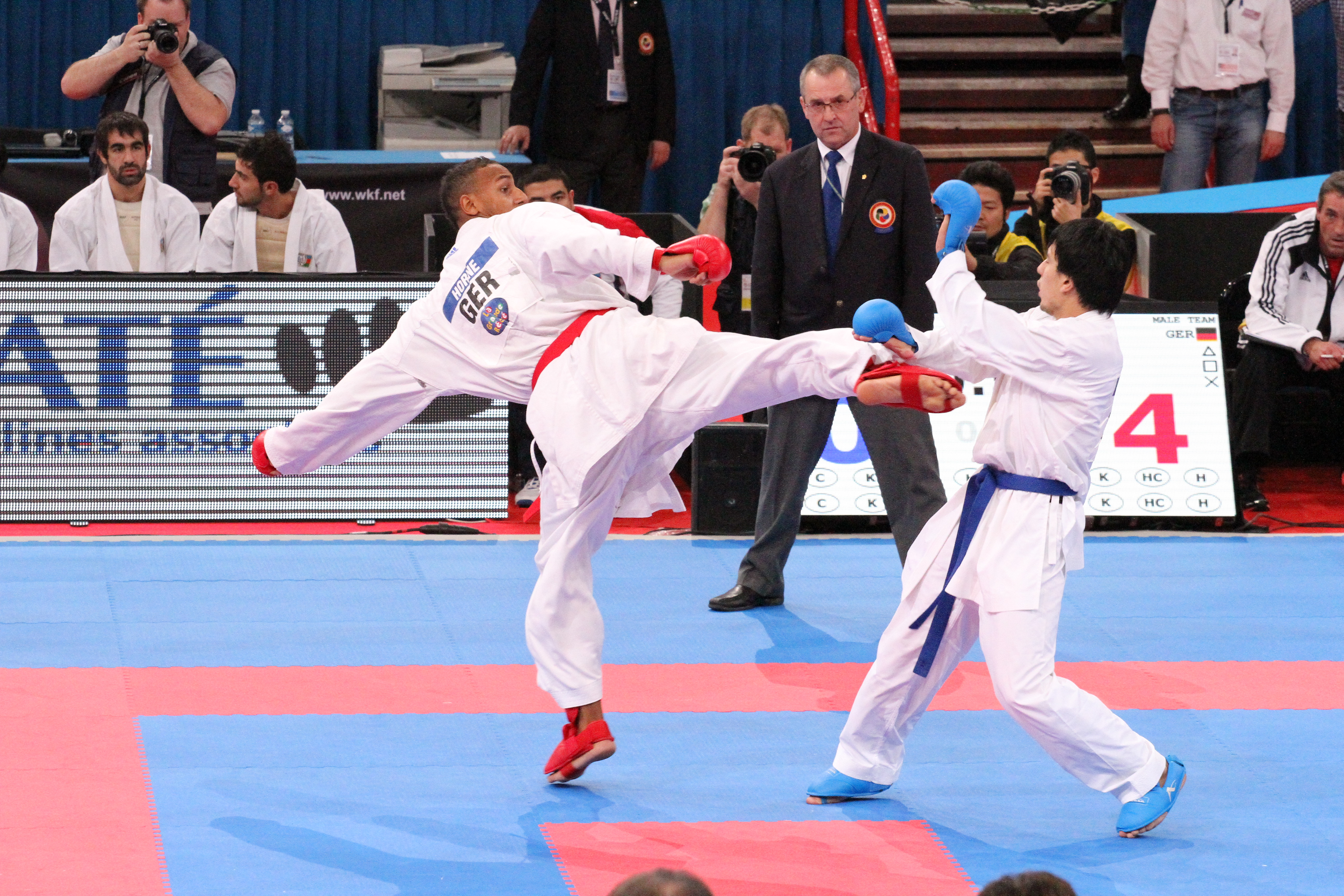
Чемпионат мира WKF по кумите (2012, Париж)

- Соревнования — кумите с целью определения лучшего бойца среди участников соревнования, подогревания интереса к занятиям у спортсменов и популяризации стиля и здорового образа жизни; как правило, проводятся с разделением по весовым категориям (может быть одна — абсолютная) и возрасту, могут проходить в индивидуальном, командном и лично-командном зачетах.

### Прочее
- Кисо кумите — структурированный спарринг, извлеченный из ката; форма представления бункай.
- Тай сабаки — метод тренировки Асихара-карате заключающийся в непрерывных последовательных атаках на защищающегося множеством атакующих, который должен используя концепцию сабаки контратаковать на иппон (удар ногой в голову или бросок с добиванием).

## Проведение кумите
Бой проводится в удобной для этого стойке, которая зависит от предподчтений будоки или особенностей школы. В стилях карате ветки Кёкусинкай стойка является чем-то средним между кокуцу-дати и современной боксерской стойкой.
Для различных целей проведения кумите требования к будока (его внешнему виду, экипировке и поведению) и действия ритуального характера могут различаться. Список требований утверждается организацией и может иметь некоторые различия между общими требованиями и требованиями конкретных соревнований, согласно их регламенту или требованиями конкретного инструктора к текущей тренировке.
Начинается кумите с вызова на татами, где противники становятся лицом к сёмэн на определенном расстоянии; затем следуют поклон судьям, поклон залу и поклон друг другу; по команде камаэ-тэ (поднять руки) противники принимают боевую стойку. В дальнейшем даются команды к началу поединка, к его приостановке (если необходимо), а в последующем и к его завершению. Команды ко всем действиям дает рефери на татами или инструктор, при этом ход боя также проходит под его контролем. Для различных школ характерна своя продолжительность боя, обычно это от двух до четырёх минут, при этом дополнительное время часто бывает меньше основного. Завершается кумите теми же поклонами, что и начинается, затем участники могут пожать друг другу и секундантам противника руки (см. Fair Play).
Для соревнований продолжительность основного и дополнительного времени, весовые и возрастные категории, также иные требования и ограничения устанавливаются в конечном итоге в утверждённом организаторами регламенте соревнований. Для тренировок все эти параметры задаются сэнсэем.

## История в карате
История кумитэ в карате тесно связана с развитием самого боевого искусства и отражает его эволюцию от традиционных методов тренировки до современных спортивных соревнований. Кумитэ (яп. 組手) — это спарринг, поединок между двумя бойцами, который является одной из ключевых составляющих карате наряду с ката (формальные комплексы движений) и кихон (базовые техники).

### Истоки кумитэ
Карате как боевое искусство зародилось на острове Окинава (ныне часть Японии) под влиянием местных традиций и китайских боевых искусств. Изначально карате было направлено на самооборону и не предполагало спортивных поединков. Тренировки включали отработку ката и техник на макиваре (тренировочном снаряде), а также парные упражнения для развития чувства дистанции и времени.

### Появление кумитэ
С начала XX века, когда карате стало распространяться в Японии, мастера начали разрабатывать методы безопасного спарринга. Гитин Фунакоси, основатель современного карате, ввел понятие "якусоку кумитэ" (約束組手) — условный поединок с заранее оговоренными действиями. Это позволяло ученикам отрабатывать техники в контролируемых условиях.
Позже появилось "дзию кумитэ" (自由組手) — свободный спарринг, где бойцы могли применять любые техники, но с ограничениями для предотвращения травм. Это стало основой для спортивного карате.

### Развитие спортивного кумитэ
После Второй мировой войны карате стало активно развиваться как вид спорта. В 1950-х годах были разработаны правила для проведения соревнований, включая использование защитного снаряжения (перчатки, шлемы) и ограничения на удары в опасные зоны (например, в лицо или пах).
В 1970 году была основана Всемирная федерация карате (WKF), которая стандартизировала правила кумитэ для международных соревнований. С тех пор спортивное карате стало популярным во всем мире, а кумитэ — его ключевой дисциплиной.

### Современное кумитэ
Сегодня кумитэ практикуется как в традиционном, так и в спортивном карате. В спортивном кумитэ акцент делается на скорость, точность и контроль, а удары оцениваются судьями в зависимости от их эффективности. В традиционном карате кумитэ остается методом отработки реальных боевых ситуаций.
В 2020 году карате (включая кумитэ и ката) было включено в программу Олимпийских игр в Токио, что стало важным этапом в истории этого боевого искусства.

Таким образом, кумитэ прошло путь от метода тренировки для самообороны до зрелищного вида спорта, сохраняя при этом свои традиционные корни.